# Васильев, Алексей Иванович
Барон (с 5 апреля 1797), граф (с 15 сентября 1801) Алексе́й Ива́нович Васи́льев (1742, Санкт-Петербург — 27 августа 1807, там же) — крупный финансист и законодатель рубежа XVIII и XIX веков, действительный тайный советник (18.12.1797), первый министр финансов Российской империи (1802—1807), почётный член Академии наук (1796), член Российской академии (1801).

## Биография
Родился 28 февраля (11 марта) 1742 года в Санкт-Петербурге. Происходил из семьи хотя и дворянской, но по происхождению почти что подьяческой. Родители умерли в 1754 году. Дед — обер-секретарь Адмиралтейств-коллегии, отец — Иван Васильевич, сенатский секретарь. В семье были ещё три сына: Фёдор (1750—1798), сын которого Владимир Фёдорович унаследовал после смерти дяди его графский титул; А(н)дриан (Андрей) (1743—1781) и Иван (1763-1802); а также дочь Анна (1741—1816), сын которой Фёдор Александрович Голубцов сменил своего дядю на посту министра финансов.
Получил образование в коллегии юнкеров при канцелярии Сената. После сдачи экзамена на «знание законов» и делопроизводства, он был произведен в сенатские регистраторы и назначен на должность протоколиста в канцелярии Сената. С 1762 года — личный секретарь генерал-прокурора А. И. Глебова, с 1764 года — А. А. Вяземского), который вскоре назначил его правителем дел канцелярии, которая входила в состав 1-го департамента Сената, управлявшего государственными имуществами, а также ведавшего сбором податей и расходованием государственных средств.

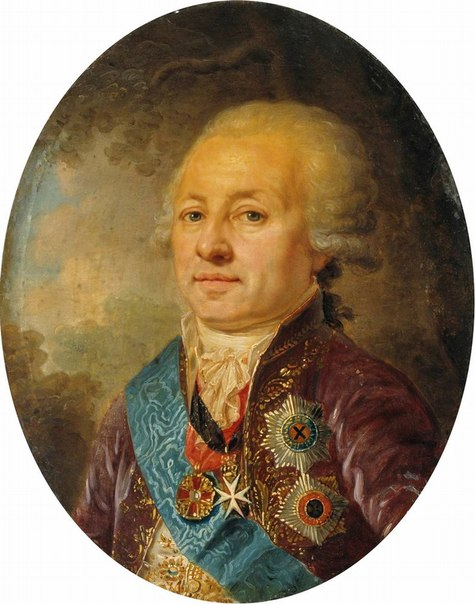
Портрет работы неизвестного художника

В 1767 году получил чин надворного советника, а в 1770 году был назначен обер-секретарём 3-го департамента Сената; работал в комиссии по составлению общегосударственной окладной книги, устройству казённых палат и преобразованию Экспедиции о государственных доходах. В 1769 году в 1-м департаменте Сената была составлена первая окладная книга, фиксировавшая сведения о доходах государства, а в 1771 году последовало высочайшее повеление Екатерины II о немедленном составлении «окладной по всему государству книги», которая Вяземским была поручена А. И. Васильеву. Итогом стало создание первых окладных книг за 1773, 1776 и 1777 года, отличавшихся несовершенством структуры и неполнотой данных. В ходе их составления была сделана попытка отказаться от принятой в то время специализации государственных доходов и соединить их в общий бюджет для производства расходов. Именным указом 25 февраля 1773 года в качестве подразделения канцелярии 1-го департамента Сената была учреждена Экспедиция о государственных доходах, которая находилась в ведении генерал-прокурора, а её обер-секретарём был назначен А. И. Васильев.
Для Уложенной комиссии он провёл кодификацию финансового права. Написал также наставление вновь учреждённым в губерниях казённым палатам.
С 1781 года — действительный статский советник, управляющий вновь учреждённой Экспедицией для ревизии государственных счетов, к которой вскоре было присоединено винное, соляное и горное управление. В случае болезни генерал-прокурора А. А. Вяземского Васильев докладывал императрице дела государственного казначея. С 1791 года — тайный советник.
С 1793 года — главный директор Медицинский коллегии и (одновременно) сенатор. Ему удалось расширить деятельность коллегии без увеличения расходов, преобразовать административное устройство и улучшить материальную базу медицинской части в России. Медико-хирургические училища в столицах он преобразовал в медико-хирургические академии.

### Руководство финансовым ведомством

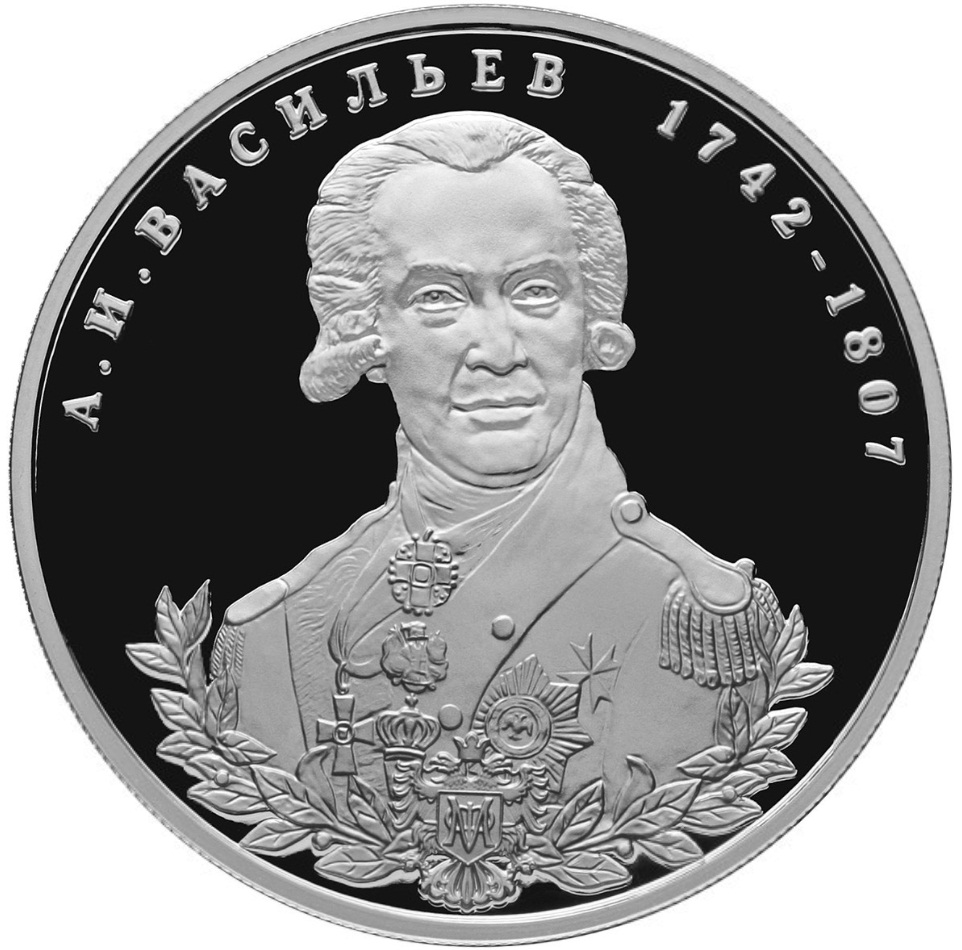
Памятная монета Банка России, посвящённая 270-летию со дня рождения А. И. Васильева. 2 рубля, серебро, 2012 год

В ноябре 1796, после того как императором стал Павел I, Васильев был назначен государственным казначеем. С 1797 — действительный тайный советник. Значительно улучшил счетоводство, оказавшееся в крайне неудовлетворительном положении при его предшественниках. Работал над схемой перечеканки медной монеты, призванной увеличить курс ассигнаций.
13 марта 1799 года был награждён орденом Св. Андрея Первозванного.
После конфликта с одним из ближайших к императору вельмож, Кутайсовым, был в ноябре 1800 уволен от всех должностей, но с восшествием на престол Александра I опять назначен государственным казначеем и восстановлен в других должностях (март 1801). После создания министерств был в 1802 назначен министром финансов.
Провёл две важные законодательные меры. В 1802 был утверждён устав о государственных лесах, внесший значительные улучшения в порядок заведования лесными имуществами. В 1806 получило силу закона разработанное под его непосредственным руководством горное положение, которое частично восстановило принцип горной свободы (в течение многих десятилетий этот документ был с небольшими изменениями основой российского горного законодательства). Руководил также разработкой нового откупного закона, который, среди прочего, ограничил количество питейных домов и запретил откупщикам содержать трактиры.

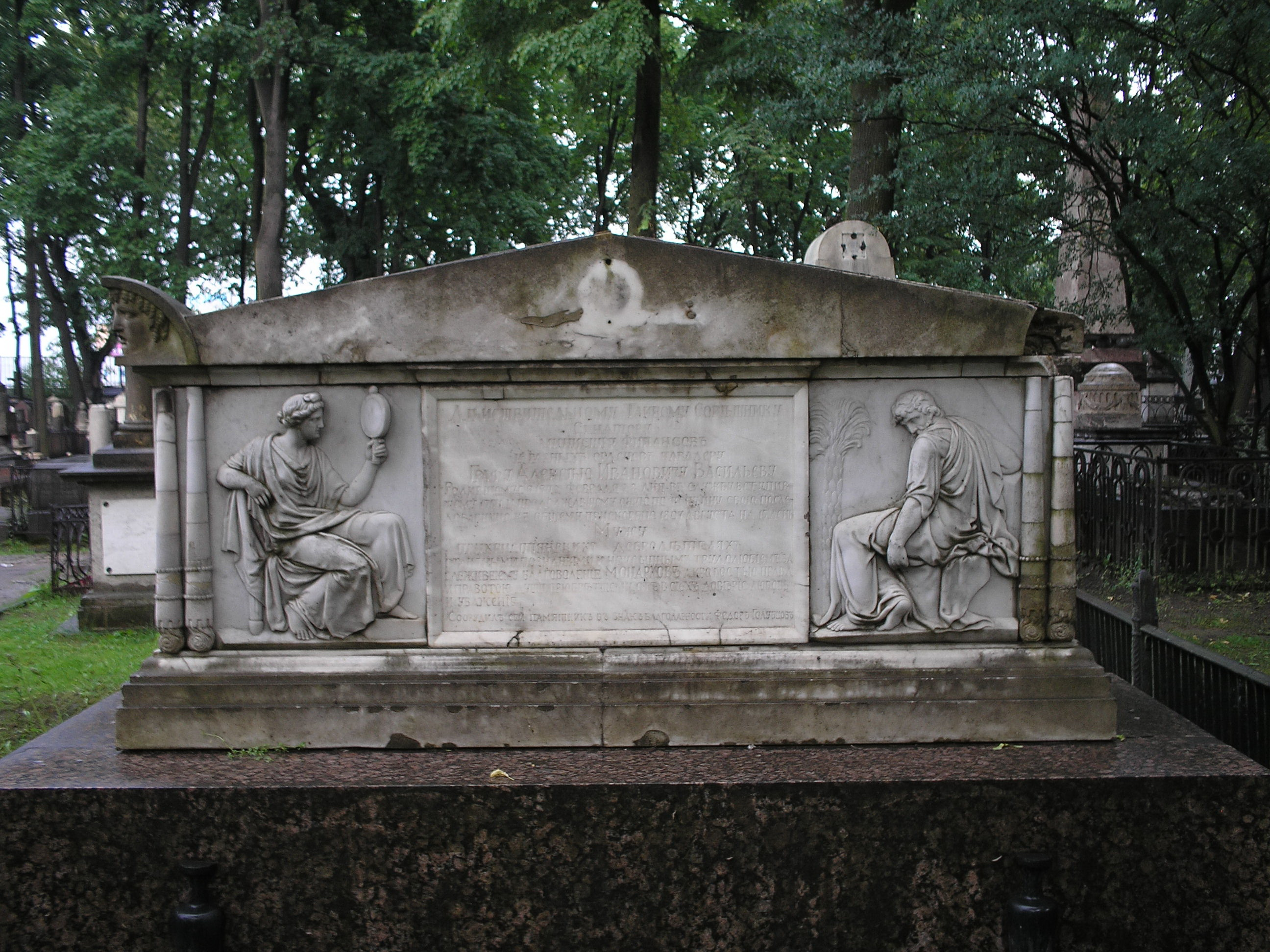
Могила на Лазаревском кладбище

Заслугой Васильева стало заметное сокращение государственного долга. В 1802 финансовое ведомство смогло погасить облигации на 3,5 млн гульденов, а в 1804-08 гг. был закрыт генуэзский заем (3 млн пиастров). Бюджетный дефицит он покрывал выпуском новых ассигнаций и регулярными займами в казённых банках. Также упорядочил порядок взимания гербового сбора (закон от 28 ноября 1806 года).
Умер 15 (27) августа 1807 года в Санкт-Петербурге. Похоронен на Лазаревском кладбище Александро-Невской лавры. На могиле был поставлен памятник стараниями его преемника на посту министра, племянника Фёдора Александровича Голубцова.

## Награды
- Орден Святого Владимира 2-й степени (22.09.1784)
- Орден Святой Анны 1-й степени (15.12.1796)
- Орден Святого Александра Невского (05.04.1797)
- Орден Святого Андрея Первозванного (13.03.1799)
- Орден Святого Иоанна Иерусалимского, командорский крест (20.12.1799)
- Бриллиантовые знаки к ордену Святого Андрея Первозванного (22.07.1804)
- Орден Святого Владимира 1-й степени (28.06.1806)

## Память
В честь А. И. Васильева названы:
- мыс Васильева (Курильские острова, остров Парамушир, мыс нанесён на карту в 1805 году экипажем шлюпа «Надежда» под командованием И. Ф. Крузенштерна, тогда же присвоено название, первоначально мыс назывался мыс Графа Васильева)[6];
- залив Васильева (Курильские острова, остров Парамушир)[6].

## Частная жизнь
Васильев вошёл в высшее общество благодаря браку с родственницей своего патрона Вяземского, Варварой Сергеевной, урождённой княжной Урусовой (1751—1831). К 1797 году он увеличил своё незначительное прежде состояние до 2000 душ (в Саратовской губернии). По свидетельству Вигеля
В нём была вся скромность великих истинных достоинств. Простота его жизни была не притязание на оригинальность, не следствие расчетов, а умеренности желаний и давнишних привычек. Будучи происхождения незнатного, едва ли дворянского, он не ослеплялся счастием, никогда не забывался среди успехов. Сам Сперанский рассказывал при мне, как даже он был тронут патриархальностию, которой все дышало в его доме.
В семье Васильева было две дочери — Екатерина (1781—1860; замужем за генералом от инфантерии князем Сергеем Николаевичем Долгоруковым) и Мария (1784—1829; замужем за генералом от кавалерии графом Василием Васильевичем Орловым-Денисовым). Не имея мужского потомства, первый министр финансов передал графский титул племяннику В. Ф. Васильеву.

Жена и дочери на портретах В. Боровиковского
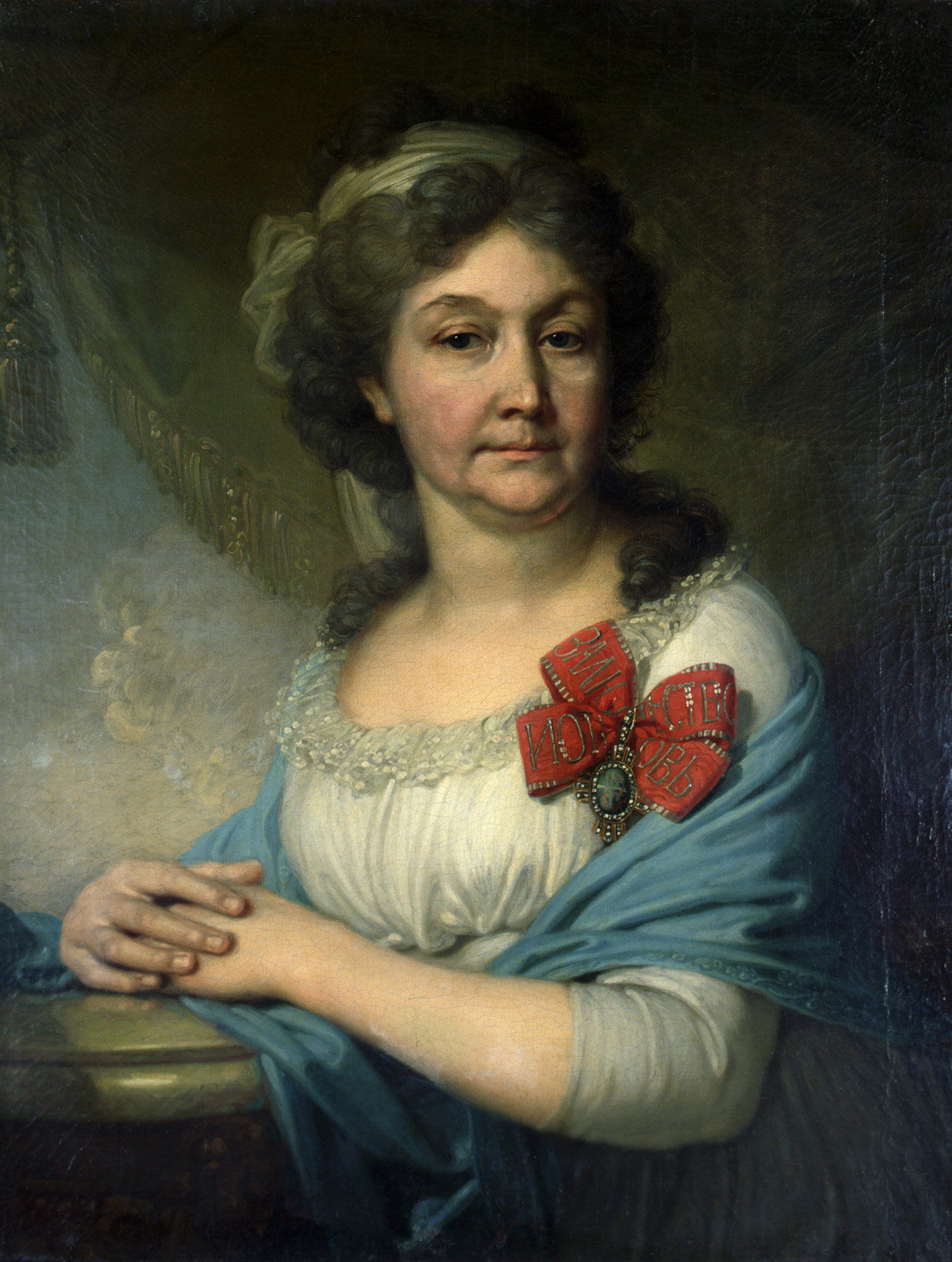
Варвара Сергеевна, жена
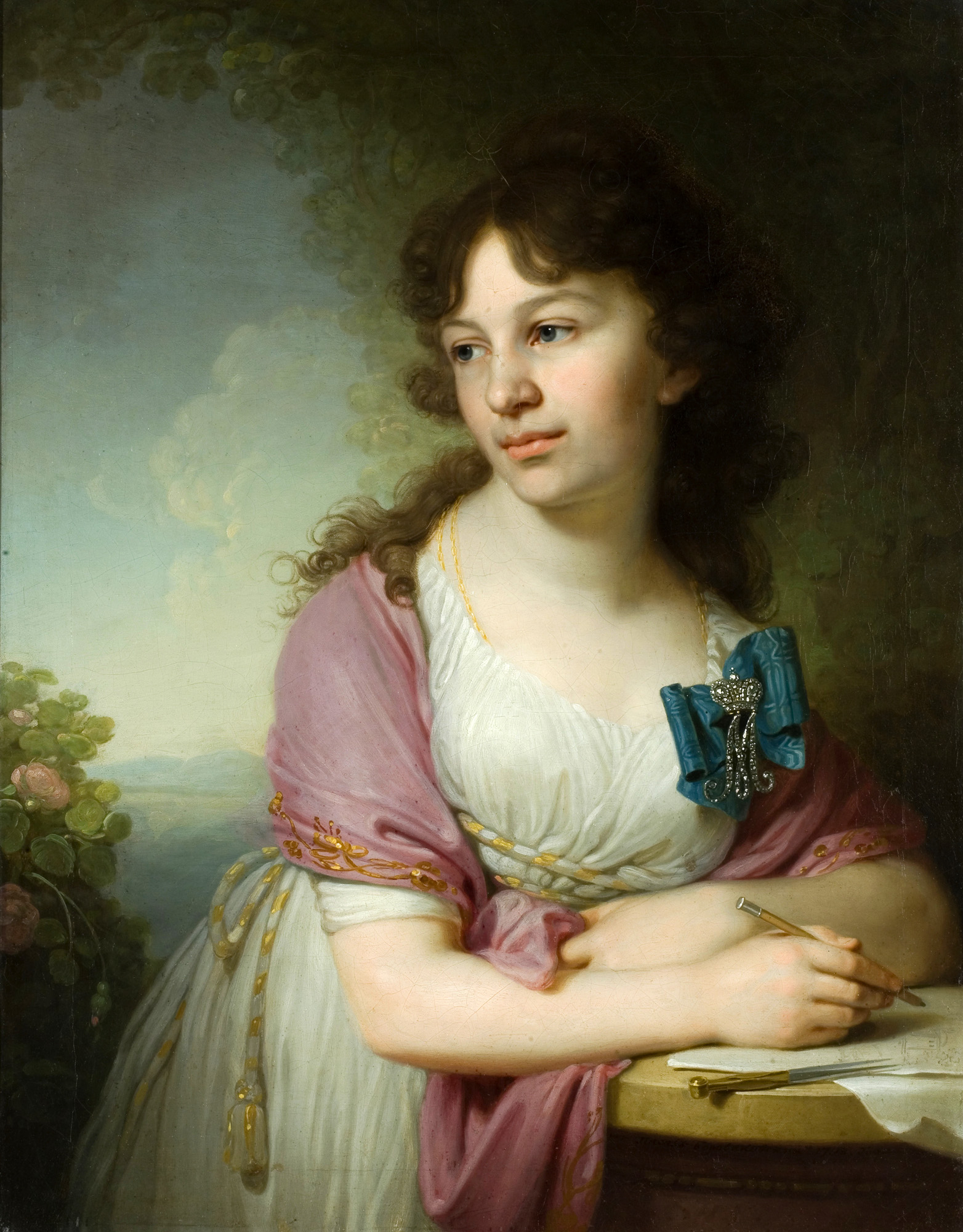
Екатерина Долгорукая
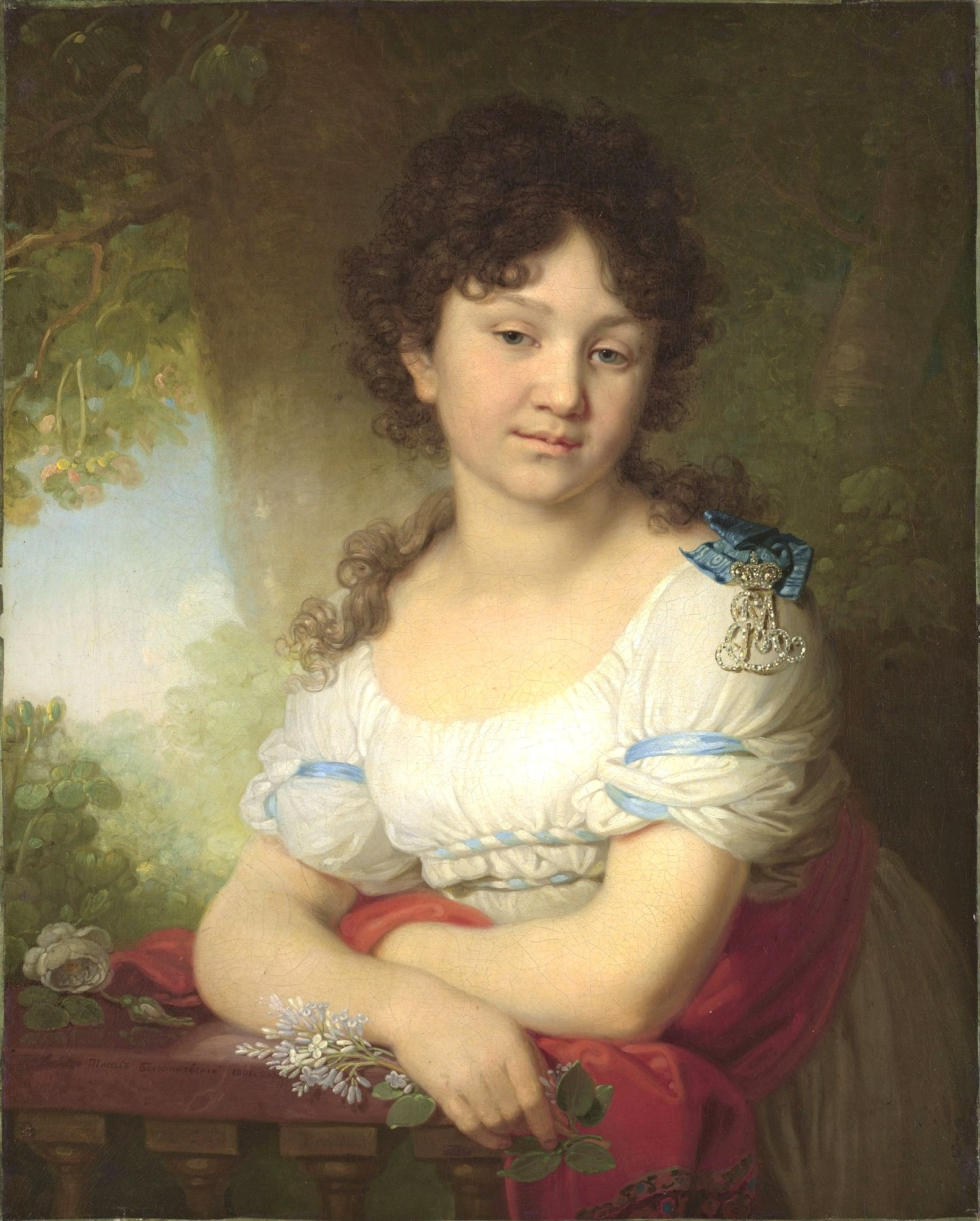
Мария Орлова-Денисова